# Kevin Kiner
Kevin Kiner (Escondido, 3 de septiembre de 1958) es un compositor de cine y televisión estadounidense mejor conocido por componer bandas sonoras para la franquicia Star Wars en las producciones Star Wars: The Clone Wars, Star Wars Rebels, Star Wars: The Bad Batch, Tales of the Jedi y Ahsoka. Kiner fue nominado a múltiples premios Primetime Emmy, Daytime Emmy y Annie por Clone Wars y Rebels, mientras que ganó varios premios BMI por su trabajo en csi: Miami, narcos: México, Making a Murderer y Walker, Texas Ranger.

## Carrera
Kiner se crio en Escondido, California, donde su interés por la música floreció escuchando diferentes bandas como Yes, Pink Floyd y The Eagles. Después de la secundaria, Kiner asistió a la Universidad de California en Los Ángeles como estudiante de pre-medicina, pero luego decidió dedicarse a su pasión por la música. Luego comenzó a viajar por el mundo como director musical para un grupo de gira internacional antes de establecerse en Hollywood, donde comenzó a componer para cine y televisión.

## Filmografía

### Película
| Año  | Título                                            | Director(es) / Productor(es)                                | Estudio(s)                                         | Notas                                                        |
| ---- | ------------------------------------------------- | ----------------------------------------------------------- | -------------------------------------------------- | ------------------------------------------------------------ |
| 1993 | Leprechaun                                        | Mark Jones                                                  | Trimark Pictures                                   |                                                              |
| 1993 | Freaked                                           | Alex Winter Tom Stern                                       | 20th Century Fox                                   | Nominado - Premios Fangoria Chainsaw a la mejor banda sonora |
| 1995 | Black Scorpion                                    | Jonathan Winfrey Roger Corman                               | Showtime                                           |                                                              |
| 1997 | The Pest                                          | Paul Miller Bill Sheinberg Jonathan Sheinberg Sid Sheinberg | TriStar Pictures The Bubble Factory                |                                                              |
| 1998 | Safe House                                        | Eric Steven Stahl                                           | Showtime                                           |                                                              |
| 1999 | Wing Commander                                    | Chris Roberts                                               | 20th Century Fox                                   |                                                              |
| 2001 | The Other Side of Heaven                          | Mitch Davis                                                 | Excel Entertainment Group                          |                                                              |
| 2001 | Temblores 3                                       | Brent Maddock                                               | Universal Pictures                                 | Directo a vídeo                                              |
| 2005 | Madison                                           | William Bindley                                             | Metro Goldwyn Mayer                                |                                                              |
| 2008 | Star Wars: The Clone Wars                         | Dave Filoni                                                 | Lucasfilm AnimationWarner Bros. Pictures           | Temas de Star Wars de John Williams                          |
| 2017 | Inconceivable                                     | Jonathan Baker                                              | Lionsgate Premiere                                 |                                                              |
| 2017 | Ghost in the Shell                                | Rupert Sanders                                              | Paramount Pictures                                 | Compositor musical adicional                                 |
| 2018 | Star Trek: Deep Space Nine : Lo que dejamos atrás | Ira Steven Behr David Zappone                               | 455 Films                                          | Co-compuesto con Dennis McCarthy                             |
| 2023 | Guardianes de la Galaxia vol. 3                   | James Gunn                                                  | Marvel Studios Walt Disney Studios Motion Pictures | Compositor musical adicional                                 |

### Televisión
| Año             | Título                             | Director(es) / Productor(es)                                 | Studio(s)                                                                                         | Notes |
| --------------- | ---------------------------------- | ------------------------------------------------------------ | ------------------------------------------------------------------------------------------------- | --- |
| 1988–92         | Superboy                           | Superboy de Jerry Siegel Joe Shuster                         | DC Comics Syndication                                                                             | |
| 1990–92         | Super Force                        | James J. McNamara                                            | Premiere Limited Productions Viacom Enterprises Primera transmisión                               | |
| 1991–92         | Land of the Lost                   | The Chiodo Brothers Sid y Marty Krofft                       | Krofft EntertainmentABC                                                                           | |
| 1996–97         | The Real Adventures of Jonny Quest | Peter Lawrence                                               | Warner Bros. Television Cartoon Network                                                           | Nominado – Daytime Emmy Award for Outstanding Music Direction and Composition |
| 1997–01         | Walker, Texas Ranger               | Leslie Greif Paul Haggis                                     | CBS                                                                                               | Ganador – BMI TV Music Award |
| 1997–03         | Stargate SG-1                      | Brad Wright Jonathan Glassner                                | MGM Television Showtime                                                                           | Tema de Joel Goldsmith |
| 2000–02         | The Invisible Man                  | Matt Greenberg                                               | Stu Segall Productions USA Cable Entertainment                                                    | |
| 2001            | Harold and the Purple Crayon       | Carin Greenberg Jeff Kline                                   | Adelaide Productions Columbia TriStar Television                                                  | Nominado – Annie Award For Outstanding Music in an Animated Television Production |
| 2003            | Stuart Little                      | Rich Wilkie                                                  | Sony Pictures Television HBO Family                                                               | Nominado – Daytime Emmy Award for Outstanding Music Direction and Composition |
| 2004–05         | Star Trek: Enterprise              | Rick Berman Brannon Braga                                    | Paramount Domestic Television UPN                                                                 | |
| 2003–12         | csi: Miami                         | Anthony E. Zuiker Ann Donahue Carol Mendelsohn               | CBS                                                                                               | Co-compuesto con Jeff Cardoni Ganador – BMI TV Music Award |
| 2008            | Dance War: Bruno vs. Carrie Ann    | BBC Worldwide                                                | BBC Worldwide ABC                                                                                 | |
| 2008-2014, 2020 | Star Wars: The Clone Wars          | Dave Filoni                                                  | Lucasfilm Animation Cartoon Network Netflix Disney+                                               | Temas de Star Wars de John Williams Nominado – Daytime Emmy Award for Outstanding Music Direction and Composition Nominado – Annie Award for Music in a Television Production Ganador – Annie Award for Best Music in an Animated Television Production or Short Form |
| 2011-2016       | Hell on Wheels                     | Joe Gayton Tony Gayton                                       | Entertainment One AMC                                                                             | |
| 2014–18         | Star Wars Rebels                   | Dave Filoni                                                  | Lucasfilm Animation Disney XD                                                                     | Temas de Star Wars de John Williams Nominado – Primetime Emmy Award for Outstanding Music Composition for a Series Nominado – Annie Award For Outstanding Achievement in Music in an Animated TV/Broadcast Production                                                 |
| 2014–19         | Jane the Virgin                    | Jennie Snyder Urman                                          | Electus CBS Television Studios The CW                                                             | |
| 2015–17         | Transformers: Robots in Disguise   | Adam Beechen Duane Capizzi Jeff Kline                        | Hasbro Studios Cartoon Network                                                                    | Compuesto con Kevin Manthei |
| 2015–18         | Making a Murderer                  | Laura Ricciardi Moira Demos                                  | Netflix                                                                                           | Ganador – BMI TV Music Award |
| 2018–19         | Single Parents                     | Elizabeth Meriwether J. J. Philbin                           | 20th Century Fox Television ABC                                                                   | Co-compuesto con Sean y Deana Kiner |
| 2018–23         | Titans                             | Akiva Goldsman Geoff Johns Greg Berlanti                     | Warner Bros. Television DC Universe HBO Max                                                       | Compuesto con Clint Mansell |
| 2018–21         | Narcos: Mexico                     | Eric Newman                                                  | Netflix                                                                                           | Compuesto junto con Gustavo Santaolalla; Ganador – BMI Visual Media Award |
| 2019–presente   | City on a Hill                     | Charlie MacLean                                              | Showtime                                                                                          | |
| 2019–presente   | Doom Patrol                        | Jeremy Carver                                                | Warner Bros. Television DC Universe HBO Max                                                       | Compuesto con Clint Mansell |
| 2019–22         | Miss Farah (الآنسة فرح)            | Jennie Snyder Urman Mahmoud Ezzat Amr Medhat (Versión árabe) | S Productions Electus (temp. 1-2) Propsgate Content (temp. 3-5) CBS Studios Dubai One MBC4 Shahid | Adaptación árabe de Jane the Virgin; Compuesto junto a Adel Hakki |
| 2021-presente   | Star Wars: The Bad Batch           | Brad Rau                                                     | Lucasfilm Animation Disney+                                                                       | Temas de Star Wars de John Williams |
| 2021            | Trese                              | Jay Oliva                                                    | Base Entertainment                                                                                | Compuesto junto a Sean Kiner y Deana Kiner |
| 2022-presente   | Peacemaker                         | James Gunn                                                   | Warner Bros. Television DC Studios The Safran Company Troll Court EntertainmentHBO Max            | Compuesto junto a Clint Mansell |
| 2022-presente   | Tales of the Jedi                  | Dave Filoni                                                  | Lucasfilm Animation Disney+                                                                       | Temas de Star Wars de John Williams |
| 2023            | Ahsoka                             | Dave Filoni Jon Favreau                                      | Lucasfilm Disney+                                                                                 | Temas de Star Wars de John Williams |

### Videojuegos
| Año  | Título        | Notas                      |
| ---- | ------------- | -------------------------- |
| 2010 | 007 GoldenEye | Compuesto con David Arnold |
| 2012 | 007 Legends   | Compuesto con David Arnold |

## Vida personal
Kiner tiene dos hijos, Sean y Deana, que también son compositores musicales y a menudo trabajan juntos en sus diversos proyectos.